# Derek Day
Derek Day, né le 29 novembre 1927 à Barnet, et mort le 7 mars 2015, est un joueur britannique de hockey sur gazon.

## Carrière
Derek Day a fait partie de la sélection britannique de hockey sur gazon médaillée de bronze aux Jeux olympiques d'été de 1952 à Helsinki.